# Jan Klemens Branicki

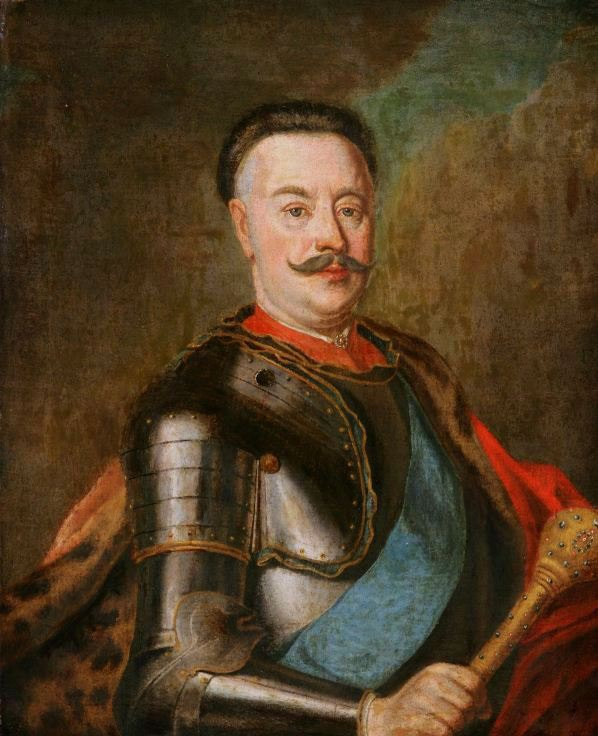
Jan Klemens Branicki

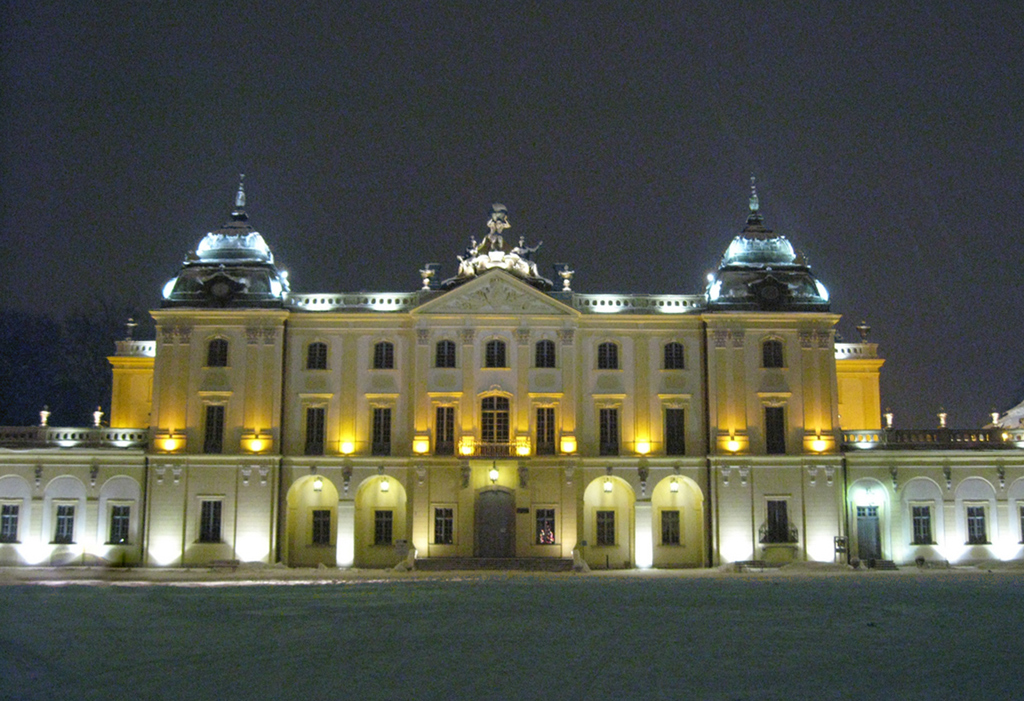
Branickis palats i Białystok

Jan Klemens Branicki, född 21 september 1689 och död 9 oktober 1771, var en polsk greve och riksfältherre.
Branicki var siste manlige medlemmen av magnatätten Branici-Gryf. Han ledde den mot August II:s sachsiska militärvälde riktade konfederationen i Tarnogród och bidrog till kungens nederlag 1716-17. Trots detta vann han August III:s ynnest, blev starost, kronunderfältherre 1735, vojevod av Kraków 1746 och slutligen storfältherre 1752. Branicki användes även i viktiga diplomatiska uppdrag. Efter kungens död 1763 anslöt han sig till det republikanska partiet och sökte med hjälp av detta bemäktiga sig tronen, men måste vika för det av Ryssland understödda Czartoryskipartiet. Han berövades alla sin ämbeten, förvisades ur landet och begav sig till komitatet Zips i Ungern 1764. Redan 1765 återkallades han dock av sin svåger, den nye kungen Stanisław Poniatowski, och levde sedan i stillhet på ett gods vid Białystok.